# Dəymədağıldı
Dəymədağıldı è un comune dell'Azerbaigian situato nel distretto di Bərdə. Conta una popolazione di 1.862 abitanti.